# Centrum Biurowe Neptun
Centrum Biurowe Neptun – wieżowiec biurowy zlokalizowany przy Alei Grunwaldzkiej w Gdańskiej dzielnicy Wrzeszcz. 19 września 2012 roku odbyła się uroczystość wmurowania kamienia węgielnego.

## Opis
Do ukończenia budowy Olivia Star w 2018 roku wieżowiec Neptun był najwyższym budynkiem w Gdańsku i drugim najwyższym w aglomeracji Trójmiejskiej. Obecnie Neptun jest trzeci na liście najwyższych budynków w Trójmieście.
Budowa budynku wystartowała w marcu 2012, a zakończyła się zimą 2014 roku. Powierzchnia biurowa wynosi ponad 16 tys. m², a handlowa ponad 1 tys. m², zaś całkowita 21 tys. m². Generalnym wykonawcą inwestycji została firma budowlana Budimex na zlecenie amerykańskiego Inwestora Hines z siedzibą w Houston w Texasie. Biurowiec otrzymał nazwę po stojącym w tym miejscu od lat 60-ych Domu Handlowym Neptun. Aby podkreślić nazwę obiektu światowe biuro architektoniczne Aedas zaprojektowało wrysowaną w fasadę główną literę "N". Budowla z uwagi na małą powierzchnię działki została wykonana z trzonem ustawionym asymetrycznie, odsuniętym od środka konstrukcji i przytulonym do fasady południowej. Jest to jedyny taki obiekt w Polsce, a projekt ławy fundamentowej z przeciwwagą został opracowany wspólnie z tajwańskimi inzynierami odpowiedzialnym m.in. za projekt inzynieryjny Taipei 101 na Tajwanie. Nieopodal znajdują się obiekt biurowy Allianz, budynek Vis a Vis Street Mall Gdańsk Cristal i Dmowskiego Centrum. Deweloperem Neptuna została firma Hines.